# Гамилькар (агроном)
Гамилькар — карфагенский агроном.
О карфагенском агрономе Гамилькаре известно из сообщения древнеримского писателя Колумеллы. В своем сочинении Колумелла отметил, что Гамилькару и Магону, видимо, следовали греческие и италийские авторы. По замечанию В. Хусса, одно только международное признание заслуг пунийских агрономов может свидетельствовать об ошибке Цицерона, когда тот заявляет, что карфагеняне пренебрегали сельским хозяйством. Ю. Б. Циркин отметил, что писателей, занимающихся вопросами сельского хозяйства, в Карфагене было, видимо, довольно немало. Однако сведений о деятельности Гамилькара, как и его трудов, не сохранилось.